# Rallinyssus gallinulae
Rallinyssus gallinulae är en spindeldjursart som beskrevs av Alex Fain 1960. Rallinyssus gallinulae ingår i släktet Rallinyssus och familjen Rhinonyssidae. Inga underarter finns listade i Catalogue of Life.